# José Mateus Ginó
José Mateus Ourives Ginó  (m. 6 de Agosto de 2019), foi um engenheiro e empresário português, que se destacou principalmente pelo seu trabalho na indústria vinícola.Teve três filhos, Mateus Ginó, Maria Ginó e Francisco Ginó. Sua esposa era Tânia Patrícia Ginó.

## Biografia

### Nascimento e formação
Formou-se em Engenharia de Produção Agrícola, e em Gestão Comercial e Marketing. Tirou uma pós-graduação em Contabilidade e Finanças para não Financeiros, e concluiu um mestrado em Viticultura e Enologia.

### Carreira profissional
Iniciou a sua carreira em 1991, na Comissão Vitivinícola Regional Alentejana, onde ocupou vários postos, inicialmente ligados à área da vitivinicultura, e depois de divulgação dos vinhos alentejanos. Fez parte do grupo de trabalho do programa Ouverture (Reseau Européen de Tourisme) da Comissão Europeia, criada para impulsionar as várias Rotas dos Vinhos europeias. Em Junho de 1999 integrou-se na Fundação Eugénio de Almeida como assessor comercial ao conselho de administração, tendo começado a liderar a direcção comercial em 2003. Em Março de 2017 ascendeu à presidência do conselho executivo, função que ocupou até ao seu falecimento. Na altura da sua tomada de posse, apresentou como os seus principais objectivos o desenvolvimento da marca Portugal, e impulsionar as Denominações de Origem. Foi um dos principais promotores do evento musical EA Live Évora.
Fundou a Associação dos Jovens Enófilos do Alentejo, à qual presidiu durante os primeiros seis anos, e foi um dos sócios fundadores da Confraria dos Enófilos do Alentejo, em 9 de Novembro de 1991. Também fez parte do conselho de administração da empresa Viborel Distribuição. Em 21 de Março de 2019, fez parte do painel no Fórum Desafios e Oportunidades – Alentejo, sobre o emprego e o desenvolvimento económico da região. Em 2018, era membro da direcção da Associação de Proprietários e Beneficiários do Alqueva.

### Falecimento
Faleceu na manhã de 6 de Agosto de 2019, devido a uma doença oncológica. O corpo começou a ser velado a partir do dia seguinte, na Igreja de São Bento, na Azaruja, tendo a missa de corpo presente sido celebrada em 8 de Agosto, pelo Arcebispo de Évora, D. Francisco Senra Coelho.

## Homenagens
Na sequência do seu falecimento, o conselho de administração da Fundação Eugénio de Almeida emitiu uma nota de pesar, onde destacou a sua carreira dentro daquela organização. O seu falecimento também foi lamentado pelo Ministro da Agricultura, Florestas e Desenvolvimento Rural, Luís Capoulas Santos. José Mateus Ginó foi recordado durante a edição de 2019 do EA Live Évora, tendo sido apresentado um vídeo em sua homenagem antes do concerto.